# Crispin Tickell
Sir Crispin Tickell (1930. augusztus 25. – 2022. január 25.) angol diplomata, környezetvédő.

## Életpályája
Tanulmányait Westminster Schoolban (King's Scholar), Christ Church, Oxfordban végezte. Tickell segített megírni Margaret Thatchernek a globális felmelegedési válságról szóló beszédét.
Sir Richard Branson (Virgin vezetője) és Al Gore a klímaváltozás megfékezésére 25 millió dolláros díjat írt ki. A pályázatot James Hansen, James Lovelock, Sir Crispin Tickell, Tim Flannery értékeli. A globális felmelegedési válság témájában írt legjelentősebb alkotás a Climate Change and World Affairs című könyve. Crispin Tickell írásaiban felhívja a figyelmet a felmelegedés miatt fellépő ivóvízhiány következményeire. „Számolnunk kell azzal, hogy erősödni fog az emberekben az erőszakra való hajlam”. A tengerszint-emelkedés, a szárazság, a túlnépesedés nagyméretű népvándorlásokhoz fog vezetni, sőt fegyveres összecsapásokhoz. Ruanda és Szudán Dárfúr régiójában már gyilkos következményekhez vezetett a problémák gyűrűzése. Ezekről a folyamatokról ír könyvében Crispin Tickell.

## Munkássága, publikációi
- Climate Change and World Affairs, with a preface by Solly Zuckerman (1977, second edition 1986, Harvard International Affairs Committee). a 2. kiadás elérhető online az interneten
- Mary Anning of Lyme Regis, with a preface by John Fowles (1996, 1998 and 2003)